# Koichiro Nagatomo
Koichiro Nagatomo (長友 耕一郎 Nagatomo Koichiro?, nacido el 7 de diciembre de 1982 en Miyazaki) es un exfutbolista japonés. Jugaba de centrocampista y su último club fue el Shizuoka FC de Japón.

## Trayectoria

### Clubes
| Club           | País  | Año         |
| -------------- | ----- | ----------- |
| Avispa Fukuoka | Japón | 2001 - 2002 |
| Shizuoka FC    | Japón | 2003 - 2006 |